# Antoni Biliczak
Antoni Biliczak (ur. 5 czerwca 1914 w Bohorodczanach, zm. 5 czerwca 1989 w Gdańsku) – polski aktor, dyrektor teatru i pedagog

## Życiorys
Urodził się w rodzinie Jana (ur. 1872) i Marii (Marianny) z Sieradzkich (1872–1970). Jeszcze jako uczeń Gimnazjum im. Staszica w Stanisławowie w 1932 zadebiutował w komedii W perfumerii Miklósa László na scenie Teatru Pokucko-Podolskiego im. Moniuszki w Stanisławowie. Od 1933 pracował w tym teatrze jako maszynista, elektryk, rekwizytor, inspicjent i administrator. Od 1936 do 1939 był też aktorem tego teatru. Od 1939 do 1941 był administratorem Teatru im. Franki w Stanisławowie. Zakończył w nim pracę w 1944. Pod koniec 1944 został administratorem, konferansjerem i chórzystą zespołu estradowego WP w Lublinie. W latach 1945–1947 pracował w gliwickim teatrze kukiełkowym „Pajacyk”. W latach 1947–1950 był kierownikiem administracyjnym i aktorem Teatru Miejskiego w Jeleniej Górze. Od 1950 do 1955 był jego dyrektorem. W pierwszej połowie 1954 był także dyrektorem Teatrów Dramatycznych we Wrocławiu i sprawował opiekę nad Teatrem im. Stefana Jaracza w Olsztynie z ramienia Ministerstwa Kultury i Sztuki. Od jesieni 1955 do końca 1979 pełnił funkcję dyrektora Teatru Wybrzeże w Gdańsku. Na tym stanowisku zainicjował odbudowę gmachu przy Targu Węglowym (1967), przebudowę Teatru Kameralnego w Sopocie i utworzenie studium aktorskiego, w którym wykładał (1977–1982).
W teatrze jeleniogórskim zagrał m.in. w następujących rolach:

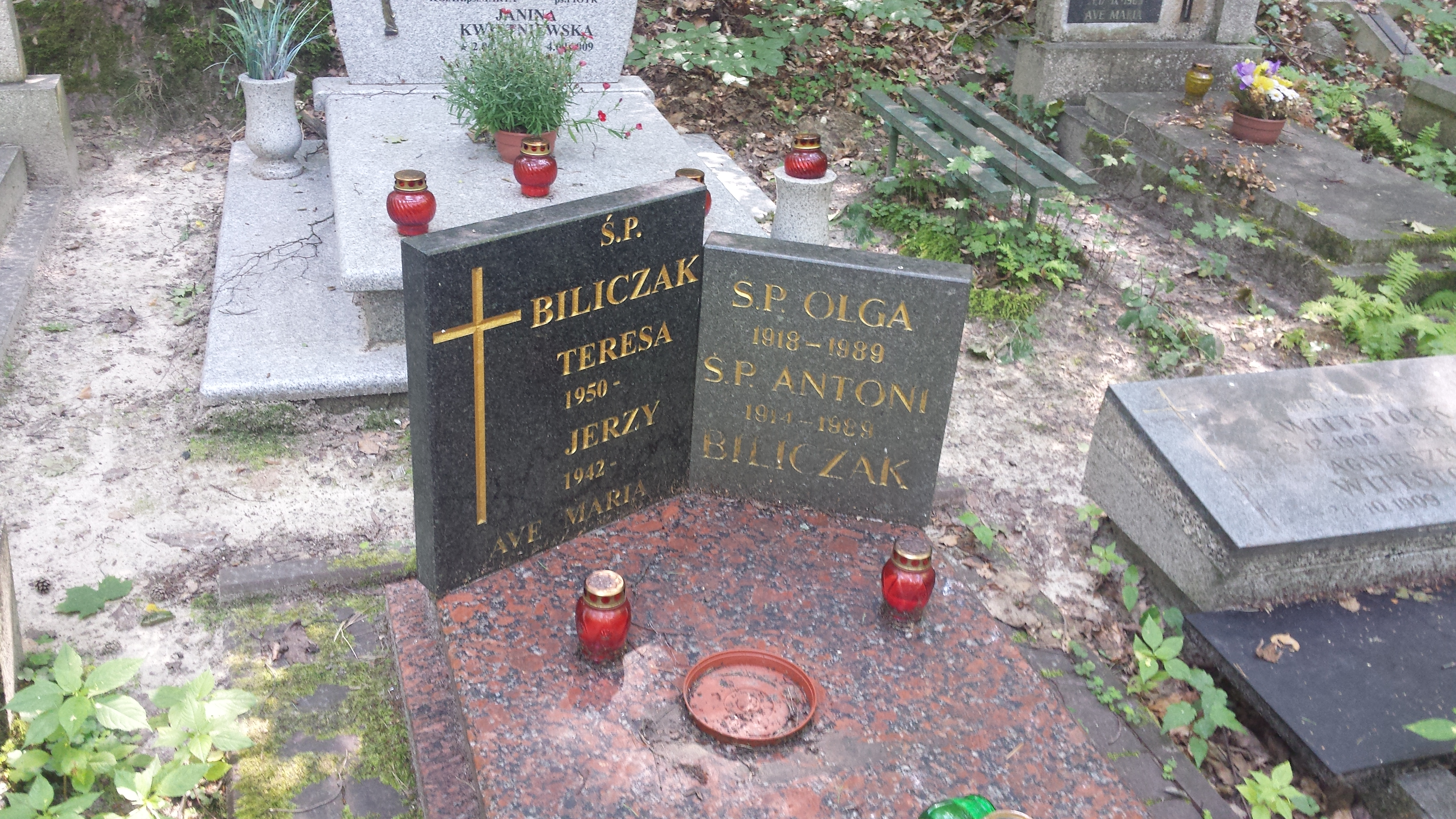
grób Antoniego Biliczaka na Cmentarzu Srebrzysko

- grób Antoniego Biliczaka na Cmentarzu SrebrzyskoDr Czyściel w Chorym z urojenia Moliera
- Pan Zgoda w Świętoszku Moliera
- Dulski w Moralności pani Dulskiej Gabrieli Zapolskiej
- Otocki w Szczęściu Frania Włodzimierza Perzyńskiego
- Groznyj w Lubow Jarowoj Konstantina Trieniowa
- Don Diego w Zielonym Gilu Tirso de Moliny

W Teatrze Wybrzeże zagrał m.in. w następujących rolach:
- Grabiec w Balladynie Juliusza Słowackiego
- Rejent w Zemście Aleksandra Fredry
- Żyd w Wesele Stanisława Wyspiańskiego
- Zalesiak w Sułkowskim Stefana Żeromskiego
- Szpiekin w Rewizorze Nikołaja Gogola
- Ojciec Scholasticus w Igraszkach z diabłem Jana Drdy
- Majcherek w Królowej przedmieścia Konstantego Krumłowskiego
- Król w Jonaszu i Błaźnie Jerzego Broszkiewicza
- Piekarz w Testamencie psa Ariano Suassuny

W 1976 otrzymał Nagrodę Wojewody Gdańskiego w dziedzinie kultury przyznaną za 1975, w 1979 Nagrodę Prezesa Rady Ministrów II stopnia za twórczość artystyczną.
Był mężem Olgi (1918–1989), ojcem Jerzego (ur. 1942), m.in. kierownika pracowni plastycznej w Teatrze „Miniatura” w Gdańsku.
Zmarł w Gdańsku, pochowany obok żoną na Cmentarzu Srebrzysko w Gdańsku-Wrzeszczu (rejon XI, taras V-2-100).

## Filmografia
- 1956: Nikodem Dyzma
- 1957: Skarb kapitana Martensa jako inspektor Dalmoru[6]

## Ordery i odznaczenia
- Złoty Krzyż Zasługi (19 lipca 1955)[7]
- Srebrny Krzyż Zasługi (22 lipca 1952)[8]
- Medal 10-lecia Polski Ludowej (23 maja 1955)[9]
- Odznaka honorowa „Zasłużonym Ziemi Gdańskiej” (1967)
- Odznaka honorowa „Za Zasługi dla Gdańska” (1977)[4]